# Folkteatern i Dalarna
Folkteatern i Dalarna är en frigruppsteater som är baserad i Falun. 

## Historik
Folkteatern i Dalarna grundades år 2015 som Sundborns teater och spelade då sommarteater i och runt Sundborn. 2018 bytte teatern namn till Folkteatern i Dalarna med målet att bli en teaterangelägenhet för hela Dalarna och Mellansverige. Folkteatern i Dalarna har sedan starten varit engagerad i att främja teaterkonsten och kulturell mångfald i regionen. Teatern har genom åren varit en plattform för professionella inom skådespeleri, teaterteknik, kostym, mask och andra professioner inom scen- och teaterområdet, och vid sidan av institutionsteatern Dalateatern varit den enda permanenta teaterscenkonstverksamheten i region Dalarna.

### Verksamhet
Folkteatern i Dalarna har som mål att producera och presentera teaterföreställningar som är relevanta för sin publik och som utforskar olika aspekter av mänskliga erfarenheter. Teatern erbjuder ett brett utbud av föreställningar för vuxna och barn som inkluderar allt från klassiska dramer till samtida verk och experimentell teater.
Teatern har sedan 2023 sin hemmascen på Tullkammaregatan 15 i de gamla lokstallarna i Falun.
En viktig del av Folkteaterns verksamhet är att turnera och dels erbjuda teater på platser som ligger utanför de områden som normalt nås av kultur, dels turnera med skolföreställningar.
Teatern har 2022 uppmärksammats för föreställningen Metamorfos som spelas i skogen vid Stångtjärn i Falun. Föreställningen handlar om skogen med förhoppningen att ge publiken tankar kring det som är en stor del av mångas liv.